# لیدر آویچائو
لیدر آویچائو (به انگلیسی: Líder Aviação) یک شرکت هواپیمایی است که در تاریخ ۱۲ نوامبر ۱۹۵۸ میلادی تأسیس شده است.
دفتر مرکزی لیدر آویچائو در بلو هوریزونته، میناس گرایس کشور برزیل واقع شده‌است.